# Nick Land
Pour les articles homonymes, voir Land.
Nick Land, né le 17 janvier 1962, est un philosophe, blogueur et écrivain britannique connu pour ses nouvelles d'horreur, et en tant que père d'une doctrine politique émergente baptisée accélérationnisme.
Son œuvre a jeté les bases du genre de la « théorie-fiction ». Cofondateur dans les années 1990 du collectif Cybernetic Culture Research Unit (CCRU), son travail a été associé au développement de l'« accélérationnisme » et du « réalisme spéculatif »,,.
Land est également connu, avec l'idéologue américain Curtis Yarvin, pour avoir développé dans ses travaux ultérieurs les idées anti-égalitaires et antidémocratiques sous-jacente au mouvement de la Néoréaction (NRx) et au projet des anti-lumières (« lumières noires » ou « Dark Enlightenment ») qui considèrent que le progrès est un frein.

## Études
Nick Land obtient son Ph.D. en philosophie en 1987 à l'université de l'Essex avec une thèse sur Heidegger. La thèse est intitulée Heidegger's Die Sprache im Gedicht and the cultivation of the grapheme,.

## Son œuvre
Land a été durant 11 ans maître de conférence en philosophie continentale à l'université de Warwick, de 1987 à sa démission en 1998.
À Warwick, Sadie Plant et lui fondent le Cybernetic Culture Research Unit (CCRU). En 1992, il publie The Thirst for Annihilation: Georges Bataille and Virulent Nihilism. Land publie une multitude de courts textes, plusieurs dans les années 1990 lors de son passage au CCRU. La majorité de ses articles sont compilés dans un recueil rétrospectif Fanged Noumena: Collected Wirtings 1987-2007, publié en 2011. Land et d'autres membres du CCRU se considèrent en marge de la philosophie universitaire traditionnelle. Une des conférences du CCRU, Virtual Futures 96, « était annoncée “en tant qu'événement anti-disciplinaire” [...] s'inscrivant dans le cadre d'une “pensée post-humaine” ». Lors d'une rencontre du CCRU, Nick Land « était couché au sol, croassant dans un micro », se souvient Robin Mackay, pendant que Mackay faisait jouer des albums de musique jungle en arrière-plan.
Ses ouvrages principaux incluent Fanged Noumena (en) (2012) et The Dark Enlightenment (2017).

## Concepts et influence
Un des concepts forgés par Land est celui d'« hyperstition », un mot-valise provenant des mots « superstition » et « hyper ». Celui-ci décrit l'action performative et fructueuse d'idées sur le cours historique et culturel des sociétés,.
La position philosophique de Land concernant le Néo-réactionnisme et le projet du Dark Enlightenment est opposée à l'égalitarisme, et elle est parfois associée à l'alt-right, au libertarianisme de droite et à d'autres mouvements d'extrême-droite. Land affirme que la démocratie limite la liberté, la responsabilité individuelle et le développement du capital,. Shuja Haider note que « sa suite d'essais développant les principes [du Dark Enlightenment] a fondé le canon du NRx.» Land insiste, cependant, qu'en tant que « mouvement populiste et, à plusieurs égards, anti-capitaliste, l'alt-right est différente du NRx qui est lui, élitiste. »
Sa pensée développe un antihumanisme radical et un élitisme assumé. Land défend ce qu'il nomme la « téléoplexie », soit une accélération technologique non régulée qui aboutirait à une fusion de l'humain avec la technologie, créant ainsi une nouvelle espèce. Cette vision, sous-tendue par des considérations raciales, préconise la création de zones autonomes au sein desquelles les élites pourraient s'affranchir des contraintes démocratiques pour permettre l'émergence d'un technocapitalisme (en) sans entrave.
Sa pensée est influente parmi les entrepreneurs libertariens de la Silicon Valley comme Peter Thiel ou Marc Andreessen.

## Controverses
La version actuelle de l'accélérationnisme de Land incorpore explicitement des positions jugées racistes par ses détracteurs et, depuis la fin de 2016, est de plus en plus reconnue comme étant une inspiration pour l'alt-droite,,,,,. Il a notamment été au cœur d'une controverse liée au mouvement Shut Down LD50, ses détracteurs l'accusant de tenir dans ses travaux récents une position de plus en plus axée sur la défense du racialisme et de l'eugénisme, une position nommée « hyper-racisme »,. Ce concept est issu d'un article éponyme traitant d'une tendance eugéniste présente dans le capitalisme contemporain avec notamment l'émergence du transhumanisme, mais prenant ses sources dans les politiques néo-coloniales des pays occidentaux. Ce texte a été défendu de toute opinion raciste par plusieurs observateurs issus du milieu de l'art et de la recherche. À la suite de cette polémique, et aussi de tweets ouvertement islamophobes, Nick Land a été exclu en 2017 du New Center for Research and Practice dont il était l'un des fondateurs.

## Publications
- Heidegger's 'Die Sprache im Gedicht' and the Cultivation of the Grapheme (PhD Thesis, University of Essex, 1987)
- The Thirst For Annihilation: Georges Bataille and Virulent Nihilism (An Essay in Atheistic Religion) (London and New York: Routledge, 1992)
- (w/ Keith Ansell-Pearson & Joseph A. McCahery) Machinic Postmodernism: Complexity, Technics and Regulation (SAGE Publications, 1996)
- The Shanghai World Expo Guide 2010 (China Intercontinental Press, 2010)
- Shanghai Basics (China Intercontinental Press, 2010)
- Fanged Noumena: Collected Writings 1987-2007, ed. Robin Mackay and Ray Brassier (Urbanomic, 2011).  (ISBN 978-0-9553087-8-9) [lire en ligne]
- Calendric Dominion (Urbanatomy Electronic, 2013)
- Suspended Animation (Urbanatomy Electronic, 2013)
- Fission (Urbanomic, 2014)
- Templexity: Disordered Loops through Shanghai Time (Urbanatomy Electronic, 2014)
- Phyl-Undhu: Abstract Horror, Exterminator (Time Spiral Press, 2014)
- Shanghai Times (Urbanatomy Electronic, 2014) (ASIN B00IGKZPBA).
- Dragon Tales: Glimpses of Chinese Culture (Urbanatomy Electronic, 2014) (ASIN B00JNDHBGQ).
- Xinjiang Horizons (Urbanatomy Electronic, 2014) (ASIN B00JNDHDVY).
- Chasm (Time Spiral Press, 2015) (ASIN B019HBZ2Q4).
- (en) « Ideology, Intelligence, and Capital: An Interview with Nick Land », Other Life,‎ 19 juillet 2018 (lire en ligne)

### Traductions françaises
- Xenosystems : Qu'est ce que la Néoréaction ? , préf. Julien Rochedy, Éditions du Royaume, 464 p., 2025  (ISBN 978-2492571251)